# صنبفنر
صنبفنر هو فيلم من نوع حركة أُصدر في 22 نوفمبر 2006. الفيلم من إخراج Måns Mårlind ‏ وبيورن شتاين ‏، أما السيناريو فكان من كتابة Niklas Rockström ‏.

## وصلات خارجية
- صنبفنر على موقع IMDb (الإنجليزية)
- صنبفنر على موقع ألو سيني (الفرنسية)
- صنبفنر على موقع قاعدة بيانات الأفلام السويدية (السويدية)
- صنبفنر على موقع ليتربوكسد (الإنجليزية)
- صنبفنر على موقع كينوبويسك (الروسية)
- صنبفنر على موقع قاعدة بيانات الفيلم (الإنجليزية)